# Суропцово
Суропцово — деревня в Сергиево-Посадском районе Московской области России, входит в состав сельского поселения Березняковское.

## Население
| 1859 | 1895 | 1905 | 1926 | 2002 | 2006 | 2010 |
| ---- | ---- | ---- | ---- | ---- | ---- | ---- |
| 115  | ↗116 | ↗145 | →145 | ↘13  | ↗16  | ↘11  |

## География
Деревня Суропцово расположена на севере Московской области, в восточной части Сергиево-Посадского района, на Ярославском шоссе М8, примерно в 67 км к северу от Московской кольцевой автодороги и 15 км к северо-востоку от станции Сергиев Посад Ярославского направления Московской железной дороги, у истоков реки Молокчи бассейна Клязьмы.
В 6 км юго-западнее деревни проходит Московское большое кольцо А108, в 8,5 км к северо-востоку — автодорога Р75 Александров — Владимир. Ближайшие сельские населённые пункты — село Бужаниново, деревни Гальнево, Митино и Терпигорьево.
К деревне приписано два садоводческих товарищества (СНТ). Связана автобусным сообщением с районным центром — городом Сергиевым Посадом.

## История
В «Списке населённых мест» 1862 года — владельческая деревня 2-го стана Александровского уезда Владимирской губернии по правую сторону Ярославского шоссе от границы Дмитровского уезда к Переяславскому, в 25 верстах от уездного города и 35 верстах от становой квартиры, при пруде и колодце, с 16 дворами и 115 жителями (51 мужчина, 64 женщины).
По данным на 1895 год — деревня Рогачёвской волости Александровского уезда с 116 жителями (66 мужчин, 50 женщин). Основным промыслом населения являлось хлебопашество, в зимнее время женщины и подростки занимались размоткой шёлка и клеением гильз, 28 человек уезжали в качестве рабочих на отхожий промысел на фабрики Александровского уезда.
По материалам Всесоюзной переписи населения 1926 года — деревня Гальневского сельсовета Рогачёвской волости Сергиевского уезда Московской губернии в 8,5 км от Ярославского шоссе и 20,3 км от станции Сергиево Северной железной дороги; проживало 145 человек (69 мужчин, 76 женщин), насчитывалось 25 хозяйств (24 крестьянских).
1927—1929 гг. — центр Суропцовского сельсовета Рогачёвской волости.
С 1929 года — населённый пункт Московской области в составе:
- Дивовского сельсовета Сергиевского района (1929—1930)[15],
- Дивовского сельсовета Загорского района (1930—1954)[16],
- Бужаниновского сельсовета Загорского района (1954—1963, 1965—1991)[16][17][18],
- Бужаниновского сельсовета Мытищинского укрупнённого сельского района (1963—1965)[17],
- Бужаниновского сельсовета Сергиево-Посадского района (1991—1994)[18],
- Бужаниновского сельского округа Сергиево-Посадского района (1994—2006)[19],
- сельского поселения Березняковское Сергиево-Посадского района (2006 — н. в.)[20][21].